# 虎の牙
『虎の牙』（とらのきば、Les dents du tigre）は、モーリス・ルブランの『アルセーヌ・ルパン』シリーズの一篇。1920年発表。英訳版（The Teeth of the Tiger）が1914年にアメリカで先行出版されている。これは、第一次世界大戦のためにフランス国内での新聞連載が遅れたためである。
2分冊となった「813」を除くとルパンシリーズで最も長大になった一篇。また、初期作品から続いた大河的な流れに一つの終止符が打たれた物語でもある。
コスモ・モーニントンの2億フランの遺産をめぐって起こった連続殺人事件に、ドン・ルイス・ペレンナことアルセーヌ・ルパンが挑む。

## ドン・ルイス・ペレンナ
『虎の牙』は、『813』のラストでティベリウスの断崖から身を投げたアルセーヌ・ルパンが、スペイン貴族にしてフランス外人部隊の英雄、ドン・ルイス・ペレンナとして復活し活躍する、「ドン・ルイス3部作」とも言える三作のうちの最後の一遍。ドン・ルイスは大戦中外人部隊での英雄的な活躍により、戦友から「ダルタニャンのように勇敢で、ポルトスのように強く、モンテ・クリストのような謎の人物」と評される。が、この作中の展開において世間一般に、彼こそが死んだはずのかのアルセーヌ・ルパンだとばれることになる。
ルイス・ペレンナ（Luis=Perenna）は、アルセーヌ・ルパン（Arsene=Lupin）のアナグラム。

## ルパンシリーズにおける意義
上記のように、「金三角」「三十棺桶島」と続いた、『813』ラスト以降のドン・ルイスとしての活躍に終止符が打たれた一遍である。また、「怪盗紳士ルパン」～「ルパン対ホームズ」～「ルパンの冒険」～「奇岩城」～「813」～「ドン・ルイス3部作」、と続いたルパン譚の大河的な流れにも、シリーズ中随一の分量の物語とその大団円とともに、一応の幕が下ろされた作品とも言える。（今作品の最後でルパンの結婚と引退を思わせる描写がある。）事実この後しばらくは時系列をさかのぼってルパンの若い頃から語りなおした作品（「カリオストロ伯爵夫人」など）や空白期のエピソード（「八点鐘」「緑の目の令嬢」など）が続く。「虎の牙」以降のエピソードが語られるのはルブラン晩年期の作品「特捜班ビクトール」まで待たねばならない。

## モーリタニア帝国皇帝アルセーヌ一世
この作品において、ルパンの「813」以降の空白の数年間の行動が明らかにされる。この作中においてアフリカのモーリタニアは大戦中にルパンが征服し、皇帝アルセーヌ一世となり、フランスへ譲渡したことになっている。